# Cuthona modesta
Cuthona modesta is een slakkensoort uit de familie van de Cuthonidae. De wetenschappelijke naam van de soort is voor het eerst geldig gepubliceerd in 1907 door Eliot.